# Love Sux
Love Sux là album phòng thu thứ bảy của ca sĩ kiêm sáng tác nhạc người Canada Avril Lavigne, phát hành ngày 25 tháng 2 năm 2022 bởi DTA Records và Elektra Records. Được ra mắt sau ba năm kể từ album trước Head Above Water (2019), Lavigne bắt đầu dự án mà không đầu quân cho hãng đĩa hay đội ngũ quản lý nào. Sau đó, cô bắt đầu viết nhạc với nhạc sĩ người Mỹ Travis Barker và ký hợp đồng thu âm mới với hãng đĩa của anh DTA Records, đồng thời tham gia cộng tác với nhiều nhà sản xuất khác nhau, như John Feldmann và Derek "Mod Sun" Smith. Ngoài ra, Love Sux còn có sự tham gia góp giọng của Machine Gun Kelly, Blackbear, Mark Hoppus của Blink-182. Phiên bản cao cấp của album được phát hành vào ngày 25 tháng 11 năm 2022 với năm bản nhạc mới, bao gồm "I'm a Mess" hợp tác với Yungblud.
Được lấy cảm hứng từ những tác phẩm của NOFX, Blink-182, Green Day và The Offspring, Love Sux kết hợp nhiều phong cách âm nhạc khác nhau như pop-punk, skate punk, alternative rock và emo pop, đã thu hút nhiều sự so sánh với những tác phẩm thời kỳ đầu của Lavigne. Sau khi phát hành, album nhận được những phản ứng tích cực từ các nhà phê bình âm nhạc, trong đó họ đánh giá cao việc Lavigne theo đuổi trở lại phong cách pop-punk trước đây và sự trưởng thành trong âm nhạc của nữ ca sĩ. Love Sux cũng tiếp nhận những thành công đáng kể về mặt thương mại, lọt vào top 10 ở nhiều thị trường lớn như Úc, Đức, Canada, Nhật Bản và Vương quốc Anh. Tại Hoa Kỳ, album ra mắt ở vị trí thứ chín trên bảng xếp hạng Billboard 200, trở thành đĩa hát thứ sáu của Lavigne vươn đến top 10 tại đây.
Ba đĩa đơn đã được phát hành từ Love Sux, trong đó đĩa đơn đầu tiên "Bite Me" lọt vào bảng xếp hạng ở nhiều quốc gia và xuất hiện trong danh sách những bài hát xuất sắc nhất năm của nhiều tạp chí và ấn phẩm âm nhạc. Đĩa đơn tiếp theo "Love It When You Hate Me" chỉ gặt hái thành công ít ỏi, trong khi "I'm a Mess" được chọn làm đĩa đơn thứ ba sau khi phát hành bản cao cấp. Để quảng bá album, nữ ca sĩ thực hiện chuyến lưu diễn thứ bảy trong sự nghiệp Love Sux Tour kéo dài từ tháng 4 năm 2022 đến tháng 5 năm 2023, bao gồm những buổi biểu diễn bị hủy từ năm 2020 và 2021 từ chuyến lưu diễn trước do đại dịch. Ngoài ra, Lavigne cũng quảng bá Love Sux thông qua hàng loạt lần xuất hiện trước công chúng tại nhiều lễ trao giải và biểu diễn trên truyền hình.

## Danh sách bài hát
| Bản tiêu chuẩn   | Bản tiêu chuẩn                                     | Bản tiêu chuẩn                                    | Bản tiêu chuẩn                 | Bản tiêu chuẩn |
| STT              | Nhan đề                                            | Sáng tác                                          | Sản xuất                       | Thời lượng     |
| ---------------- | -------------------------------------------------- | ------------------------------------------------- | ------------------------------ | -------------- |
| 1.               | "Cannonball"                                       | Avril Lavigne John Feldmann Derek "Mod Sun" Smith | Mod Sun Feldmann Travis Barker | 2:18           |
| 2.               | "Bois Lie" (hợp tác với Machine Gun Kelly)         | Lavigne Feldmann Smith Colson Baker               | Mod Sun Feldmann Barker        | 2:43           |
| 3.               | "Bite Me"                                          | Lavigne Feldmann Smith Omer Fedi Marshmello       | Mod Sun Feldmann Barker        | 2:39           |
| 4.               | "Love It When You Hate Me" (hợp tác với Blackbear) | Lavigne Feldmann Smith Matthew Musto              | Mod Sun Feldmann Barker        | 2:25           |
| 5.               | "Love Sux"                                         | Lavigne Feldmann Smith                            | Mod Sun Feldmann Barker        | 2:48           |
| 6.               | "Kiss Me like the World Is Ending"                 | Lavigne Feldmann Smith                            | Mod Sun Feldmann Barker        | 2:50           |
| 7.               | "Avalanche"                                        | Lavigne Feldmann Smith                            | Mod Sun Feldmann               | 3:39           |
| 8.               | "Déjà Vu"                                          | Lavigne Feldmann Smith                            | Mod Sun Feldmann               | 3:23           |
| 9.               | "F.U."                                             | Lavigne Barker Nick Long                          | Barker                         | 2:47           |
| 10.              | "All I Wanted" (hợp tác với Mark Hoppus)           | Lavigne Feldmann Smith Mark Hoppus                | Mod Sun Feldmann Barker        | 2:32           |
| 11.              | "Dare to Love Me"                                  | Lavigne                                           | Mod Sun Feldmann               | 3:34           |
| 12.              | "Break of a Heartache"                             | Lavigne                                           | Mod Sun Feldmann               | 1:51           |
| Tổng thời lượng: | Tổng thời lượng:                                   | Tổng thời lượng:                                  | Tổng thời lượng:               | 33:38          |

| Bản tiêu chuẩn và tour tại Nhật (track bổ sung) | Bản tiêu chuẩn và tour tại Nhật (track bổ sung) | Bản tiêu chuẩn và tour tại Nhật (track bổ sung) | Bản tiêu chuẩn và tour tại Nhật (track bổ sung) | Bản tiêu chuẩn và tour tại Nhật (track bổ sung) |
| STT                                             | Nhan đề                                         | Sáng tác                                        | Sản xuất                                        | Thời lượng                                      |
| ----------------------------------------------- | ----------------------------------------------- | ----------------------------------------------- | ----------------------------------------------- | ----------------------------------------------- |
| 13.                                             | "Bite Me" (acoustic)                            | Lavigne Feldmann Smith Fedi Marshmello          | Mod Sun Feldmann Barker                         | 3:09                                            |
| Tổng thời lượng:                                | Tổng thời lượng:                                | Tổng thời lượng:                                | Tổng thời lượng:                                | 36:38                                           |

| Bản cao cấp      | Bản cao cấp                                                  | Bản cao cấp                              | Bản cao cấp             | Bản cao cấp |
| STT              | Nhan đề                                                      | Sáng tác                                 | Sản xuất                | Thời lượng  |
| ---------------- | ------------------------------------------------------------ | ---------------------------------------- | ----------------------- | ----------- |
| 13.              | "I'm a Mess" (với Yungblud)                                  | Lavigne Dominic Harrison Feldmann Barker | Feldmann Barker         | 3:07        |
| 14.              | "Mercury in Retrograde"                                      |                                          |                         | 2:09        |
| 15.              | "Bite Me" (acoustic)                                         | Lavigne Feldmann Smith Fedi Marshmello   | Mod Sun Feldmann Barker | 3:09        |
| 16.              | "Love It When You Hate Me" (acoustic; hợp tác với Blackbear) | Lavigne Feldmann Smith Musto             |                         | 2:33        |
| 17.              | "Bois Lie" (acoustic; hợp tác với Machine Gun Kelly)         | Lavigne Feldmann Smith Baker             | Mod Sun Feldmann Barker | 2:50        |
| 18.              | "Pity Party"                                                 |                                          |                         | 1:54        |
| Tổng thời lượng: | Tổng thời lượng:                                             | Tổng thời lượng:                         | Tổng thời lượng:        | 49:20       |

| Bản tour tại Nhật Bản (đĩa bổ sung) | Bản tour tại Nhật Bản (đĩa bổ sung) | Bản tour tại Nhật Bản (đĩa bổ sung)                           | Bản tour tại Nhật Bản (đĩa bổ sung) | Bản tour tại Nhật Bản (đĩa bổ sung) |
| STT                                 | Nhan đề                             | Sáng tác                                                      | Sản xuất                            | Thời lượng                          |
| ----------------------------------- | ----------------------------------- | ------------------------------------------------------------- | ----------------------------------- | ----------------------------------- |
| 1.                                  | "Complicated"                       | Lavigne Lauren Christy Scott Spock Graham Edwards             | The Matrix                          | 4:04                                |
| 2.                                  | "Girlfriend"                        | Lavigne Lukasz Gottwald                                       | Dr. Luke                            | 3:36                                |
| 3.                                  | "I'm with You"                      | Lavigne Christy Spock Edwards                                 | The Matrix                          | 3:43                                |
| 4.                                  | "My Happy Ending"                   | Lavigne Butch Walker                                          | Walker                              | 4:02                                |
| 5.                                  | "Sk8er Boi"                         | Lavigne Christy Spock Edwards                                 | The Matrix                          | 3:24                                |
| 6.                                  | "What the Hell"                     | Lavigne Max Martin Shellback                                  | Martin Shellback                    | 3:39                                |
| 7.                                  | "Head Above Water"                  | Lavigne Stephan Moccio Travis Clark                           | Moccio                              | 3:40                                |
| 8.                                  | "Here's to Never Growing Up"        | Lavigne Martin Johnson Chad Kroeger David Hodges Jacob Kasher | Johnson                             | 3:34                                |
| 9.                                  | "Losing Grip"                       | Lavigne Clif Magness                                          | Magness                             | 3:53                                |
| 10.                                 | "Smile"                             | Lavigne Martin Shellback                                      | Martin Shellback                    | 3:29                                |
| 11.                                 | "Hello Kitty"                       | Lavigne Johnson Kroeger Hodges                                | Johnson                             | 3:17                                |
| 12.                                 | "Complicated" (từ The First Take)   | Lavigne Christy Spock Edwards                                 |                                     | 4:03                                |
| 13.                                 | "Bite Me" (từ The First Take)       | Lavigne Feldmann Smith Fedi Marshmello                        |                                     | 3:07                                |
| Tổng thời lượng:                    | Tổng thời lượng:                    | Tổng thời lượng:                                              | Tổng thời lượng:                    | 47:31                               |

## Xếp hạng
| Bảng xếp hạng (2022)                     | Vị trí cao nhất |
| ---------------------------------------- | --------------- |
| Album Úc (ARIA)                          | 3               |
| Album Áo (Ö3 Austria)                    | 3               |
| Album Bỉ (Ultratop Vlaanderen)           | 10              |
| Album Bỉ (Ultratop Wallonie)             | 9               |
| Album Canada (Billboard)                 | 3               |
| Album Cộng hòa Séc (ČNS IFPI)            | 36              |
| Album Hà Lan (Album Top 100)             | 23              |
| Album Pháp (SNEP)                        | 70              |
| Album Đức (Offizielle Top 100)           | 6               |
| Album Hungaria (MAHASZ)                  | 7               |
| Album Ireland (OCC)                      | 19              |
| Album Ý (FIMI)                           | 22              |
| Album Nhật Bản (Oricon)                  | 7               |
| Nhật Bản (Billboard Japan)               | 6               |
| Album New Zealand (RMNZ)                 | 19              |
| Album Ba Lan (ZPAV)                      | 29              |
| Album Bồ Đào Nha (AFP)                   | 13              |
| Album Scotland (OCC)                     | 4               |
| Album Tây Ban Nha (PROMUSICAE)           | 14              |
| Album Thụy Sĩ (Schweizer Hitparade)      | 7               |
| Album Anh Quốc (OCC)                     | 3               |
| Album Hoa Kỳ Billboard 200               | 9               |
| Album Hoa Kỳ Top Alternative (Billboard) | 2               |
| Album Hoa Kỳ Top Rock (Billboard)        | 2               |

| Bảng xếp hạng (2016)                       | Vị trí |
| ------------------------------------------ | ------ |
| Nhật Bản Album Tải xuống (Billboard Japan) | 67     |
| Vương quốc Anh Album Cassette (OCC)        | 11     |
| Hoa Kỳ Album Alternative (Billboard)       | 45     |

## Lịch sử phát hành
| Nước     | Ngày              | Định dạng                             | Phiên bản     | Hãng đĩa         | Nguồn        |
| -------- | ----------------- | ------------------------------------- | ------------- | ---------------- | ------------ |
| Nhiều    | 25 tháng 2, 2022  | Cassette CD Tải kĩ thuật số Streaming | Tiêu chuẩn    | Elektra DTA      | [ 32 ]       |
| Nhật Bản | 25 tháng 2, 2022  | CD                                    | Tiêu chuẩn    | Sony Music Japan | [ 33 ]       |
| Nhật Bản | 2 tháng 11, 2022  | CD Tải kĩ thuật số streaming          | Tour Nhật Bản | Sony Music Japan | [ 3 ] [ 34 ] |
| Nhiều    | 25 tháng 11, 2022 | LP                                    | Tiêu chuẩn    | Elektra DTA      | [ 35 ]       |
| Nhiều    | 25 tháng 11, 2022 | Tải kĩ thuật số streaming             | Cao cấp       | Elektra DTA      | [ 36 ]       |